# Adolfo Beltrán
Pour le journaliste, voir Adolf Beltran.
Adolfo Beltrán y Ibáñez (en espagnol) ou Adolf Beltran i Ibáñez (en catalan), né à Calamocha (province de Teruel) en 1860 et mort à Valence en 1929, est un homme politique espagnol, député aux Cortes pendant la Restauration.

## Biographie
Issu d'une famille de riches vignerons installés à Valence, commence des études de droit qu'il ne mène pas à terme,. Dans sa jeunesse il adhère au parti Fusion républicaine (en), mais rejoint plus tard le Parti d'union républicaine autonomiste (PURA) de Vicente Blasco Ibáñez, dont il est un mécène, puis se rapproche plus tard du Parti républicain possibiliste (en),.
Il est l'un des fondateurs de l'Athénée mercantile de Valence (es) en 1879, qu'il réussit à le faire inaugurer par Emilio Castelar, figure du républicanisme espagnol. Il est ensuite désigné conseiller et chef du groupe républicain du conseil municipal de Valence, président de la Chambre de commerce de Valence et député pour district de Sueca aux élections générales espagnoles de 1907, 1920 et 1923 dans les rangs du PURA.
Il est emprisonné pour avoir dénoncé les mauvais traitements infligés aux personnes arrêtées pour les événements de Cullera de 1911, accusés de la mort du juge de Sueca Jacobo López de Rueda. 
Lorsque Fèlix Azzati devient chef du parti, il devient président de l'Athénée mercantile de Valence,. Avec Joaquín Costa Martínez, il participe également à l'Assemblée républicaine de Saragosse.